# Светионик Први мај
Светионик Први мај (есп. Faro 1° de Mayo) је светионик у функцији  који се налази на Антарктичком полуострву, најсевернијег дела копна Антарктика који лежи на Западној хемисфери, одмах поред Јужне Америке. Тачни локалитет светионика је у Провинцији Огњена Земља, Антарктик и острва у јужном Атлантику (шп. Provincia de Tierra del Fuego, Antártida e Islas del Atlántico Sur) у Аргентини.

## Историја
Светионик је пуштен у рад 1. марта 1942. године на источном делу острва Ламбда. Светионик се користи за усмеравање бродова који долазе са севера за снабдевање морнаричког одреда базе „Мелкиор” на острву Гама који се налази у близини. Светионик функционише аутоматски захваљујући сувим батеријама које се мењају сваке друге године током летње кампање на Антарктику.
Ово је уједно и први аргентински светионик постављен на овом подручју. Изградио га је пароброда „АРА 1.º де Мајо”,који се креће уз помоћ водене паре, која се добија из котлова на чврста или текућа горива. Грађевина је по том броду и добила име због тога што је прва посетила овај део острва. Због своје важности и због тога што је био први аргентински светионик упаљен на Антарктику, сматра се да је уједно и светионик света јер се налази на најјужнијем делу планете Земље. Иако постоји на крају света који припада Француској на истом овом месту, светионик „1. Мај” је први постављени светионик, што му даје титулу најстаријег и најјужнијег светионика.

### Изградња
8. фебруара 1942. аргентинска флота поставила је заставу Аргентине на месту напуштене фабрике и тиме је острво званично постало аргентинско острво. Командат брода „Први мај” поставио је бронзану плочу поред заставе и тиме означио суверенитет архипелага. Неколико дана касније, флота је кренула у обилажење архипелага али због леда није било могуће искрцавање. Брод је био принуђен да се врати у Мелкиор. Неколико дана касније брод се поново вратио на острво и успео је да се искрца. На острву су изградили складиште хране и лабораторију како би покренули битна истраживања овог подручја. Брод је поново одпловио и након неког времена Аргентина је одлучила да на месту складишта сагради светионик који би помогао морнарима да лакше пронађу место. Светионик је званично изграђен 1. марта 1942. када је и пуштен у рад. Имао је аутоматски систем осветљења са аутономијом од годину дана, дајући блиц сваких 8 секунди. Данас се батерије мењају сваке друге године.
Jедан од већих проблема са светиоником било је снабдевање струјом. Због несигурне електрификације, уграђен је мењач са гориоником који је омогућавао осветљење током нестанка струје. Почетком 1950. ацетилен и пропан системи су почели да се замењују електричним уређајима на батерије. Коришћење нових извора електричне енергије, попут соларних ћелија, ветрогенератора и агрегата у светионицима, знатно је смањило трошкове и омогућило аутоматизацију већину њих.

## Истраживања
База истраживачке станице Мелсиор научноистраживачка је станица која се налази на острву Ламбда, у архипелагу Мелсиор Исланд, која је група острва у заливу Далман. Овај скуп острва део је архипелага Палмер. Ово је друга база Антарктика коју је изградила  Аргентина, након стварања 1904. године Антарктичке базе Орсадас, прве и најстарије сталне колоније на свету, на Антарктику. База Мелсиор је једна од тринаест антарктичких истраживачких база којима управља Аргентина. Од 1947. до 1961. била је база отворена само током летње сезоне. Данас се база стално користи и врше се геолошка и биолошка истраживања. Захваљујући антенама постављених близу светионика, база је у сталној комуникацији са Аргентином. 

## Опис
Светионик је 11 метара висока пирамидална метална купола. Торањ носи пловни знак који обавештава чамце и бродове о приближавању обали. Емитује на фокусној висини од 26,80 м, бели блиц у периоду од 8 секунди. Његов домет је 14,5 наутичких миља (приближно 27 км).

## Споменик
Првомајски светионик је 1972. године проглашен историјским местом и спомеником Антарктика. Споменик је под заштитом Система антарктичке повеље потписаних између 12 земаља активних на Антарктику током међународне геофизичке године од којих су  Аргентина, Аустралија, Белгија, Чиле, Француска, Јапан, Нови Зеланд, Норвешка, Јужна Африка, Совјетски Савез, Уједињено Краљевство и Сједињене Америчке Државе. Код заштите споменика је „SMH 29: Faro "Primero de Mayo”.

## Светлосни знак
На свакој морнарској карти означена је тачна позиција светионика али и сигнал који емитује. За светионик „Први мај” стоји ознака „БЛ”- што значи бљесак у виду блица који може трајати и до 8 секунди. Остале ознаке других светионика могу бити:
- Z – зелени сектор који означава опасност;
- R – црвени сектор који као и зелени означава опасност;
- BZ – бели сектор + зелени сектор + бели сектор. сектори који се појављују у зависности од угла приближавања брода; Бели сектор је сектор приближавања. То означава да нема никаквих препреки.[15]
- BR – бели сектор + црвени сектор + бели сектор као и сектор изнад;[16]
- BL – бљесак у виду блица који може трајати и до 8 секунди;
- BL(3) – три узастопна блица заредом;
- IZO – изофазна светлост, трајање блица је једнака тами;[17]
- BK – кратак блиц који се понавља.[18]

## Галерија
- Локализација Архипелага Мелкиор
- База Мелкиор
- Антене базе Меликора
- Брод ARA1Mayo